# Walter Haesler
 (avril 2018).
Si vous disposez d'ouvrages ou d'articles de référence ou si vous connaissez des sites web de qualité traitant du thème abordé ici, merci de compléter l'article en donnant les références utiles à sa vérifiabilité et en les liant à la section « Notes et références ».
Walter Theodor Haesler, né le 25 décembre 1926 à Baden et mort le 19 juin 2020,  est un psychologue suisse.

## Biographie
Haesler a reçu son doctorat en 1954 en psychologie à l'Université de Neuchâtel avec une thèse sur l'aide aux enfants de la grand-route. Il est devenu chef du service psychothérapeutique de l'établissement pénitentiaire Saxerriet et a fondé avec Kurt Marti, Klaus Schädelin et Hans Martin Sutermeister, le Syndicat suisse des détenus, dont il est le président de nombreuses années[évasif]. En 1972, il fonde le Groupe de travail suisse sur la criminologie et en est le président pendant quelques années[évasif].
Haesler est également chargé de cours à l'Université de Heidelberg[Quand ?].